# Valsariaceae
Die Valsariaceae sind eine Familie der Schlauchpilze, die alleine die Ordnung Valsariales bilden.

## Merkmale
Die Valsariaceae besitzen ein echtes oder unechtes Stroma, sie bilden perithecienähnliche Fruchtkörper, die eingesenkt, hervorbrechend oder oberflächlich auf der Borke der Wirtspflanzen sind. Die Öffnung, das Ostiolum, ist mit haarförmigen Strukturen, den Periphysen versehen. Das Hamathecium, das Gewebe zwischen den Schläuchen hat echte Periphysen. Die Schläuche selber sind zweiwandig, normalerweise ohne einer deutlichen Verlängerung (fissituniat) beim Aufplatzen. Sie besitzen ein kurzes Stielchen und haben meist sechs bis acht, manchmal auch vier Sporen. Diese sind dunkelbraun, elliptisch bis fast spindelförmig, zweizellig mit einem dunklen meist nicht eingeschnürtem Septum und knospen auf Nährmedien. Die Nebenfruchtform ist in der Natur koelomycetisch ausgebildet, auf Nährmedien können auch hyphomyecetische Formen ausgebildet werden. d. h. die Konidienträger liegen frei. Die Konidien werden an Phialiden gebildet, aber auch an kleinen Haken oder durch Knospung. Sie sind einzellig, durchscheinend und glatt.

## Lebensweise
Die bekannten Arten der Valsariaceae leben saprob auf Rinde oder Bambusstängeln. Es sind auch Pflanzenschädlinge bekannt. Sie kommen weltweit vor.

## Systematik und Taxonomie
Die Familie Valsariaceae und gleichzeitig die Ordnung der Valsariales wurde 2015 von Walter Michael Jaklitsch, Kevin David Hyde und Herrmann Voglmayr erstellt und beschrieben.
Zurzeit (Stand Juni 2022) zählen folgende drei Gattungen zur Familie:
- Bambusaria  mit einer Art
- Myrmaecium  mit 3 Arten
- Valsaria mit 140 Arten